# Thompson Manufacturing Co.
Thompson Manufacturing Co. war ein irischer Hersteller von Automobilen.

## Unternehmensgeschichte
Peter Thompson gründete 1983 das Unternehmen in Castlebridge im County Wexford und begann mit der Produktion von Automobilen. Der Markenname lautete TMC. Designer der Fahrzeuge war Frank Costin. 1988 endete die Produktion nach etwa 26 hergestellten Exemplaren. Panoz Auto Development übernahm die Rechte am Fahrzeugrahmen.

## Fahrzeuge
Das einzige Modell Costin ähnelte dem Lotus Seven. Das Fahrgestell bestand aus einem Gitterrahmen und verfügte über Einzelradaufhängung. Die Karosserie bestand aus Fiberglas, Kevlar und Aluminium. Unüblich für ein solches Fahrzeug war die Ausführung mit einem Targadach und Schrägheck. Die Türen waren am Windschutzscheibenrahmen befestigt und öffneten nach vorne oben. Für den Antrieb waren zunächst Motoren aus dem Vauxhall Chevette vorgesehen, doch wurden überwiegend Motoren von Ford mit 1600 cm³ Hubraum und 84 PS bzw. 110 PS oder Cosworth-Motoren mit 130 PS verwendet. Die Fahrzeuge wurden auch als Bausatz zum Preis von 6000 Britische Pfund angeboten.